# Gomphaeschna antilope
Gomphaeschna antilope – gatunek ważki z rodziny żagnicowatych (Aeshnidae). Występuje we wschodniej połowie USA.